# Echiodon
Echiodon es un género de peces marinos actinopeterigios, distribuidos por Océano Pacífico, océano Índico, océano Atlántico y mar Mediterráneo.

## Especies
Existen trece especies reconocidas en este género:
- Echiodon anchipterus Williams, 1984
- Echiodon atopus Anderson, 2005
- Echiodon coheni Williams, 1984
- Echiodon cryomargarites Markle, Williams y Olney, 1983
- Echiodon dawsoni Williams y Shipp, 1982
- Echiodon dentatus (Cuvier, 1829)
- Echiodon drummondii Thompson, 1837
- Echiodon exsilium Rosenblatt, 1961
- Echiodon neotes Markle y Olney, 1990
- Echiodon pegasus Markle y Olney, 1990
- Echiodon prionodon Parmentier, 2012
- Echiodon pukaki Markle y Olney, 1990
- Echiodon rendahli (Whitley, 1941)